# Sulfônio

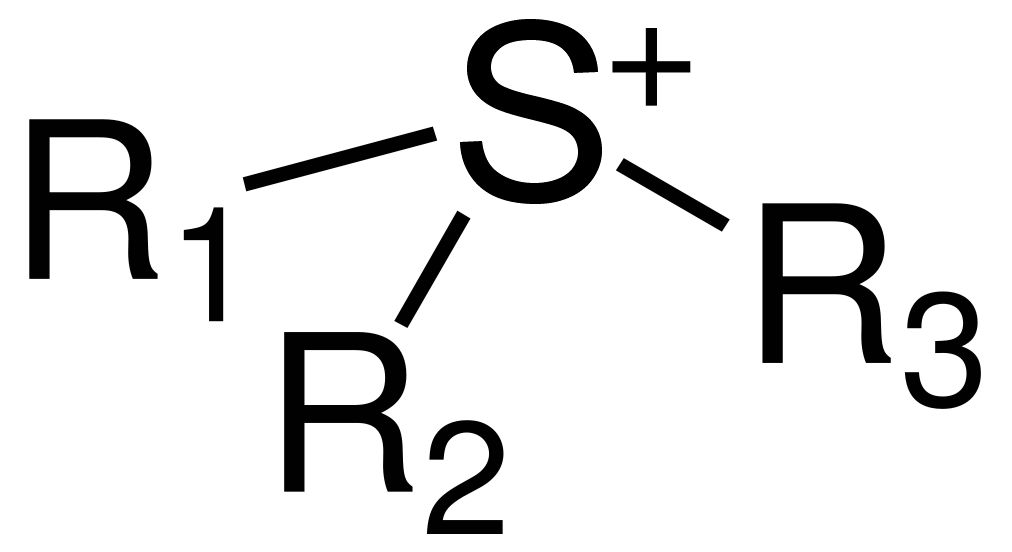
Íon sulfônio

Um íon sulfônio é um íon enxofre portando três grupos alquila como substituintes positivamente carregados (S+R3). Compostos iônicos consistindo de um cátion sulfônio (positivamente carregado) e um ânion (negativamente carregado) são chamados sais de sulfônio.
Composto de sulfônio podem ser sintetizados da reação de dialquilsulfetos com cloretos de alquila:
CH3-S-CH3 + CH3-I → (CH3)3S+ I− (iodeto de trimetilsulfônio)